# Geomyphilus geronimo
Geomyphilus geronimo är en skalbaggsart som beskrevs av Gordon och Paul E.Skelley 2007. Geomyphilus geronimo ingår i släktet Geomyphilus och familjen Aphodiidae. Inga underarter finns listade i Catalogue of Life.